# Bodnäset
Bodnäset är en by, belägen vid Vängelälven (bifurkation mellan Faxälven och Fjällsjöälven), i Fjällsjö socken, Strömsunds kommun, Jämtlands län. Den är numera avfolkad vad gäller permanent boende.